# Gilgamesh (serie animata)
Gilgamesh (ギルガメッシュ?, Girugamesshu), è un anime televisivo di 26 episodi realizzato da Group TAC sulla base di una storia di Shōtarō Ishinomori, trasmesso negli anni 2003 e 2004 da Kansai Telecasting Corporation. La serie in seguito è stata doppiata in inglese e distribuita anche negli Stati Uniti. Tutte le musiche sono state composte da Kaoru Wada.

## Trama
Racconta la storia di un gruppo di scienziati che per qualche motivo misterioso scompare. L'unica superstite affronta con alcuni soggetti dotati di poteri ESP degli strani esseri che si trasformano in mostri. I figli del capo degli scienziati vengono presi di mira da entrambe le organizzazioni perché sembra che possano essere l'ago della bilancia. Oltre a loro esiste anche un altro gruppo di soldati modificati che cerca di combattere coloro che minacciano il mondo. Il Gilgamesh del titolo è riferito a 10 cloni nati grazie agli esperimenti del redivivo scienziato padre dei due gemelli protagonisti della storia.

## Personaggi e doppiatori originali
- Tatsuya Madoka (Daisuke Namikawa). Un clone di uno degli scienziati. Conosciuto come uno dei gemelli "Doppio X", ama sua sorella e cercherà sempre di proteggerla. In seguito sviluppa dei poteri ESP.
- Kiyoko Madoka (Chie Nakamura). L'unica ragazza ad essere figlia normale e non clone degli scienziati. Sorella di Tatsuya, nel corso della serie lo abbandona e la rivediamo lavorare in un locale notturno di streptease. Soltanto verso gli ultimi episodi si mostrano i suoi poteri latenti. Si innamora di uno dei cosiddetti Gilgamesh, Novem.
- La contessa di Werdenberg (Mitsuki Saiga). L'unica degli scienziati ad essere ancora viva e fino agli ultimi episodi sembrerà così. Alla fine si scopre che la colpa di tutto è imputabile a lei.
- Novem (Shigeru Shibuya). Uno dei dieci esseri mostruosi che riesce a trasformarsi in essere umano, si innamorerà di Kiyoko.

## Episodi
| Nº | Giapponese 「Kanji」 - Rōmaji                                                                                  | In onda          | In onda |
| Nº | Giapponese 「Kanji」 - Rōmaji                                                                                  | Giapponese       |         |
| 1  | 「前奏曲 - les preludes」 - zensōkyoku                                                                         | 11 ottobre 2003  |         |
| 2  | 「伯爵夫人 - Grafin werdenberg」 - hakushakufujin                                                              | 11 ottobre 2003  |         |
| 3  | 「小さき神の作りし子ら - children of a lesser god」 - chiisa ki kami no tsukuri shi ko ra                      | 25 ottobre 2003  |         |
| 4  | 「ホテルプロヴィデンス - hotel providence」 - hoteru purovidensu                                               | 1º novembre 2003 |         |
| 5  | 「力 - dynamis」 - chikara                                                                                     | 1º novembre 2003 |         |
| 6  | 「シェルタリング スカイ - the sheltering sky」 - shierutaringu sukai                                           | 8 novembre 2003  |         |
| 7  | 「不協和音 - dissonance」 - fukyōwaon                                                                          | 15 novembre 2003 |         |
| 8  | 「さよならの冬 - adieu l'hiver」 - sayonarano fuyu                                                             | 22 novembre 2003 |         |
| 9  | 「セツルメントにて - in the core settlement」 - setsurumento nite                                              | 6 dicembre 2003  |         |
| 10 | 「聖なるテロリズム - saint terrorism」 - hijiri naru terorizumu                                                | 13 dicembre 2003 |         |
| 11 | 「ツインエックスを遠く離れて - far from XX」 - tsuin ekkusu wo tooku hanare te                                 | 20 dicembre 2003 |         |
| 12 | 「メリーウィドウ～陽気な未亡人～ - die lustige witwe」 - meriuidō ~ yōki na mibōjin ~                          | 20 dicembre 2003 |         |
| 13 | 「柘榴 - pomegranate」 - zakuro                                                                                | 27 dicembre 2003 |         |
| 14 | 「オクトーバー プロジェクト - october project」 - okutoba purojiekuto                                          | 10 gennaio 2004  |         |
| 15 | 「ザ・ゴキブリ - la blattaria」 - za gokiburi                                                                  | 10 gennaio 2004  |         |
| 16 | 「“誰も寝てはならぬ” - nessun dorma」 - "daremo nete hanaranu"                                                 | 17 gennaio 2004  |         |
| 17 | 「ピアノ - hammerklavier」 - piano                                                                             | 24 gennaio 2004  |         |
| 18 | 「青の領域 - blue zone」 - ao no ryōiki                                                                        | 31 gennaio 2004  |         |
| 19 | 「オルガ・シューピアリア - orga-superior」 - oruga shupiaria                                                   | 31 gennaio 2004  |         |
| 20 | 「涙 - tear」 - namida                                                                                         | 7 febbraio 2004  |         |
| 21 | 「神の子宮 - delphys」 - kaminoko miya                                                                         | 14 febbraio 2004 |         |
| 22 | 「天国の門 - heaven's gate」 - tengoku no mon                                                                  | 21 febbraio 2004 |         |
| 23 | 「犠牲 - sacrifice」 - gisei                                                                                   | 28 febbraio 2004 |         |
| 24 | 「浄化の大洪水 - cleansing flood」 - jōka no daikōzui                                                          | 6 marzo 2004     |         |
| 25 | 「家族の肖像 - conversation piece」 - kazoku no shōzō                                                          | 20 marzo 2004    |         |
| 26 | 「ギルガメッシュないと～いんちきゲームの夜～ - gil games night」 - girugamesshu naito ~ inchiki gemu no yoru ~ | 20 marzo 2004    |         |